# F–84 Thunderjet
Az F–84 Thunderjet amerikai sugárhajtású vadászbombázó repülőgép, melyet a Republic repülőgépgyár fejlesztett ki az Egyesült Államok Légierejének (USAF) nappali vadászgépre kiírt 1944-es pályázatára. 1946-ban szállt fel először. Annak ellenére, hogy 1947-ben hadrendbe állították, a Thunderjetnél annyi szerkezeti és hajtóműprobléma lépett fel, hogy a Légierő egy 1948-as tanulmánya alkalmatlannak ítélte minden tervezett feladat végrehajtására és javasolta a program törlését. A repülőgépet csak az 1949-ben megjelent F–84D típusváltozat kibocsátásával tekintették szolgálatra teljesen alkalmasnak, és a konstrukció csak az 1951-ben megjelent F–84G változattal lett elfogadott típus. 1954-ben az eredetileg egyenes szárnyú Thunderjet nyilazott szárnyakat kapott, így alakult ki az F–84F Thunderstreak vadászgép és az RF–84F Thunderflash felderítő repülőgép.
A Thunderjet lett az amerikai légierő fő csatarepülőgépe a koreai háború alatt, 86 408 bevetést hajtott végre, a földi célpontok 60 %-át semmisítette meg és nyolc szovjet gyártmányú MiG–15 vadászgépet. Az összesen 7524 darab legyártott F–84-es fele NATO tagállamokban szolgált, és ez a repülőgép volt az első, mely az amerikai légierő Thunderbirds bemutató kötelékében repült. AZ Egyesült Államokban az F–84 Thunderjet 1948-tól 1957-ig volt szolgálatban.
Az F–84 volt az első sorozatban gyártott repülőgép, melynél rendszeresen alkalmazták a légi utántöltést, és az első vadászgép, mely nukleáris fegyvert is szállíthatott, nevezetesen a Mark 7 harcászati atombombát. Átalakított F–84-eseket különleges programokban is felhasználták, így a FICON és Tom-Tom fedőnevű kísérletekben F–84-esek dokkoltak B–29 Superfortress és B–36 Peacemaker bombázókon mint anyarepülőgépeken, az XF–84H Thundersreech pedig kísérleti szuperszonikus légcsavaros gázturbina hajtást kapott.
Az F-84 elnevezése kissé zavaró lehet. Az egyenes-szárnyú F–84A-tól F–84E-ig és az F–84G típusokat Thunderjetnek hívták. Az F-84F Thunderstreak és az RF-84F Thunderflash ezektől különböző nyilazott szárnyú repülőgép volt. Az XF-84H Thunderscreech az F-84F típus egy kísérleti változata volt légcsavaros gázturbina hajtással. Az F-84F nyilazott szárnyú változata csak kevéssé tért el az egyenesszárnyú Thunderjettől, kevés számú nem egyező alkatrésszel, ezért ez megtartotta az eredeti F-84 jelzést. Az F-84 gyártásának elhúzódása miatt újabb rendelést adtak fel egyenesszárnyú gépekre: ez lett az F-84G.

## Tervezés és fejlesztés

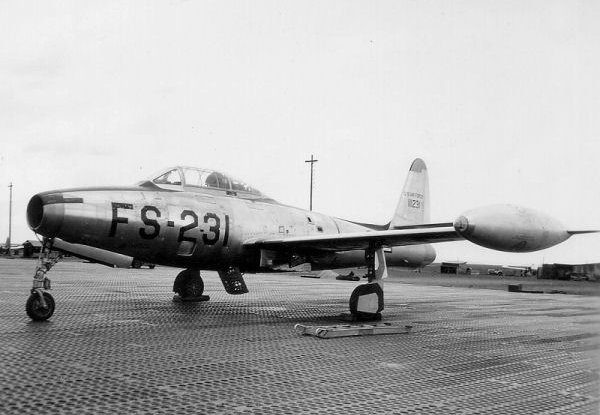
Egy F-84G a Chaumont légibázison (Franciaország) 1953-ban

1944-ben Alexander Kartveli, a Republic Aviation társaság vezető tervezője dolgozni kezdett egy sugárhajtású repülőgép konstrukcióján abból a célból, hogy felváltsa a P-47 Thunderbolt dugattyús motoros vadászgépet. Az első próbálkozások, hogy a P-47 vadászgépbe sugárhajtóművet építsenek, sikertelenek voltak, mivel a korabeli radiális kompresszorral gyártott sugárhajtóművek átmérője túlságosan nagy volt. Ehelyett Kartveli és csapata egy teljesen új repülőgépet tervezett, amelynek áramvonalas törzsét a kis keresztmetszetű axiál-kompresszoros sugárhajtómű töltötte ki, az üzemanyagtartályokat a viszonylag vastag nyilazás nélküli szárnyba helyezte el.
1944. szeptember 11-én az USA Hadseregének Légiereje általános üzemelési követelményeket bocsátott ki egy nappali vadászrepülőgépre az alábbi követelményekkel: csúcssebesség 966 km/h, hatótáv 1135 km, fegyverzet hat 12,7 mm-s vagy négy 15,2 mm-s géppuska. Ezen kívül az új repülőgépbe a General Electric TG-180 jelzésű axiál-kompresszoros sugárhajtóművet kellett beépíteni, mely a gyártás folyamán Allison J35 jelzést kapott.
1944. november 11-én a Republic gyárat megbízták az új XP-84-Model AP-23 repülőgép három prototípusának legyártására. Mivel a konstrukció jobb teljesítményt ígért, mint a Lockheed P–80 Shooting Star és a Republicnak nagy gyakorlata volt egyszemélyes vadászgépek gyártásában, nem írtak ki pályázatot a szerződésre. A Thunderjet nevet választották, hogy folytatódjék a Republic Aviation hagyománya, mely a P-47 Thunderbolt vadászgéppel kezdődött, és hangsúlyozni akarták az új sugárhajtást is. 1945. január 4-én, még a levegőbe emelkedése előtt kiterjesztették a megrendelést további 25 db YP-84A gépre gyakorlati próbákhoz és 75 db sorozatgyártású P-84B vadászgépre, melyet később 15 db YP-84A-ra és 85 db P-84B-re módosítottak.
Időközben a NACA szélcsatorna kísérletei hossz menti instabilitást és határréteg leválást mutattak ki a vezérsíknál nagy sebességeknél. A módosítások következtében a repülőgép tömege - aminek alapvető jelentősége volt az első sugárhajtóművek kis tolóereje miatt - olyan rohamosan nőtt, hogy az USAAF kénytelen volt a teljes tömeget 6080 kg-ban limitálni. Ezeknek az előzetes vizsgálatoknak az eredménye a harmadik prototípusban csapódtak le, melynek típusjele XP-84A lett. Ezt a gépet a sokkal erősebb J35-GE-15 motorral látták el, legnagyobb tolóereje 17,8 kN volt.
Az XP-84 első prototípusát a hadsereg Muroc repülőterére (ma Edwards Légierő Bázis) szállították, ahol 1946. február 28-án Wallace A. "Wally" Lien ezredes szállt fel vele először. A második prototípus augusztusban követte. Mindkét gépet 16,66 kN tolóerejű J35-GE-7 motor hajtotta. A 15 db YP-84A a Patterson repülőtérre (ma Wrigt-Patterson Légierő Bázis) került, üzemi próbákra. Ezeknek továbbfejlesztett J35-A-15 motorjuk volt és hat 12,7 mm-es M2 Browning géppuskával szerelték fel, valamint ideiglenes, egyenként 856 literes szárnyvégi ledobható üzemanyag-tartályt kaptak. A hajtóművek leszállításának s az XP-84A repülőgépek gyártásának késedelme miatt csak kevés repülési próbát tartottak, mielőtt az első sorozatgyártású P-84B kigördült volna a gyárból 1947-ben. Különösen a szárnyvégi póttartályok befolyását a gép irányítására nem vizsgálták meg kellőképpen, ez később problémákat okozott.
Miután az 1947-es Nemzetbiztonsági törvény értelmében megalakult az Egyesült Államok Légiereje, a Pursuit (üldöző) elnevezést a Fighter (vadász) váltotta fel, és a P-84 jelölésből F-84 lett.

## Alkalmazása
Az F-84B, ami az YP-84A változattól a gyorsabban tüzelő M3 géppuskákban különbözött, 1947 decemberében került a csapatokhoz. Mindjárt ezt követően azonban repülési korlátozásokat vezettek be: a legnagyobb sebességet Mach 0,8-ra korlátozták a kormányzási átfordulás miatt, a legnagyobb gyorsulást pedig 5,5 g-re (54 m/s²) a törzs burkolatának deformálódása miatt. Ráadásul a pótalkatrészek hiánya és karbantartási nehézségek jelentkeztek, emiatt a gépet a "szerelők rémálma" becenévvel ruházták fel.. 1948. május 24-én az egész F-84 flottára repülési tilalmat rendeltek el szerkezeti meghibásodások miatt.

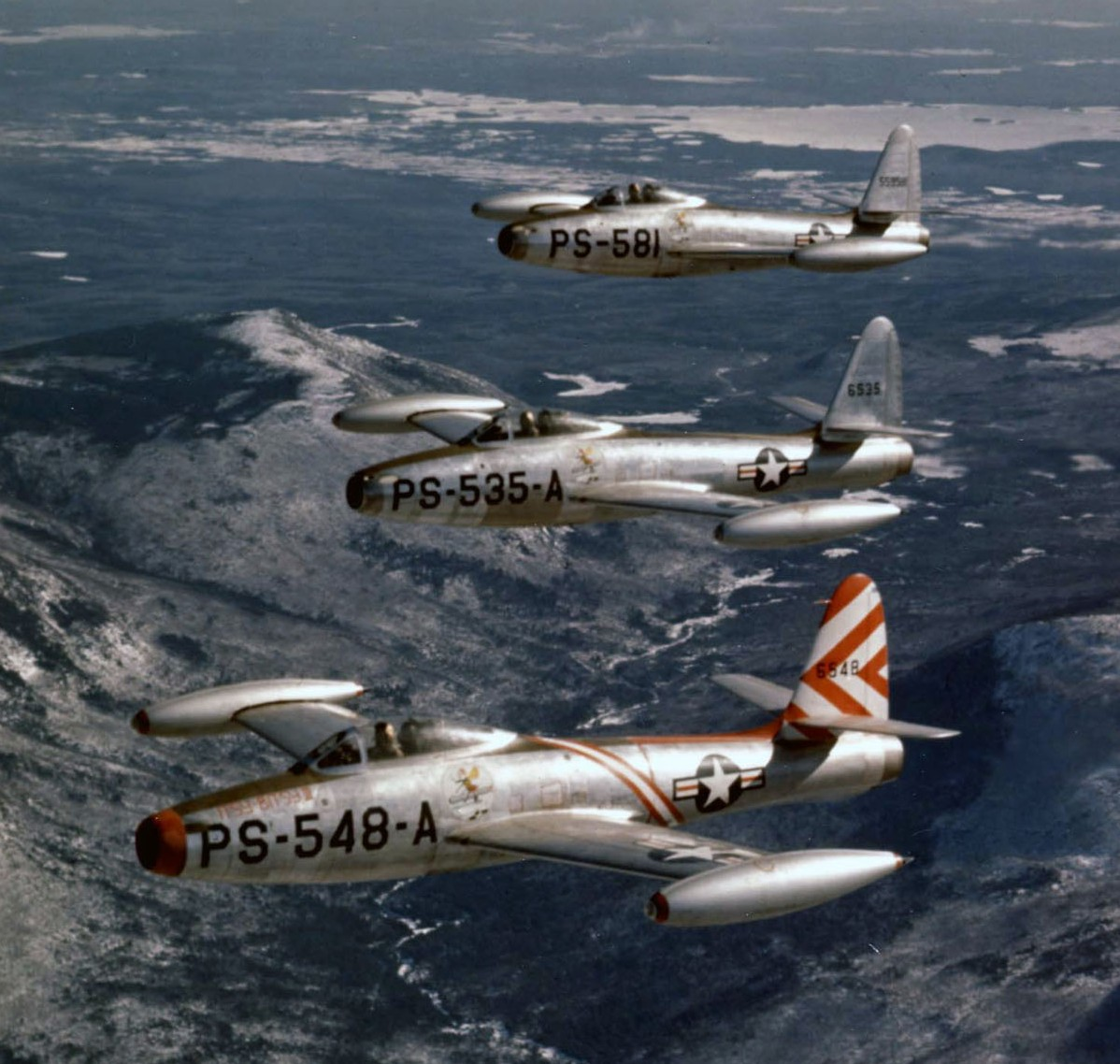
P-84B vadászgépek 1948-ban

Egy 1948-as felülvizsgálat megállapította, hogy az F-84B és F-84C repülőgépek közül egyetlenegyet sem lehet szolgálatra alkalmasnak tekinteni, vagy képesnek arra, hogy bármelyik kitűzött feladatát ellássa. Ennek ellenére a programot nem függesztették fel, mert az F-84D-nél, melynek gyártása már előrehaladott állapotban volt, a legfőbb hiányosságokat kiküszöbölték. Az F-80-nal való összevetése kimutatta, hogy bár a Shooting Starnak rövidebb kifutás kellett felszállásnál, az emelkedési sebesség kis magasságok esetén jobb volt és kitűnő volt az irányíthatósága, az F-84 nehezebb fegyverzetet vihetett magával, gyorsabb volt, jobb teljesítményt nyújtott nagyobb magasságban és nagyobb volt a hatótávolsága. Az USAF 1949-ben 8 millió dollárt költött arra, hogy az F-84B repülőkön mintegy 100 különféle módosítást hajtsanak végre, melyek közül legfontosabb a szárny megerősítése volt. Ennek ellenére 1952-ben az F-84B vadászgépeket kivonták az aktív szolgálatból.
Az F-84C valamivel megbízhatóbb J35-A13 motort használt és néhány konstrukciós módosításon is átesett. Mivel az F-84B-vel lényegében azonos típus volt, ugyanazokat a szerkezeti korszerűsítéseket itt is végrehajtották 1949-ben. Az összes F-84C-t 1952-ig visszahívták az aktív szolgálatból.
Az F-84D esetében, mely 1949-ben került a csapatokhoz, a szerkezeti erősítéseket már gyárilag beépítették. A szárny vastagabb alumínium lemezborítást kapott, az üzemanyag-rendszert télállóvá és a JP-4 üzemanyag fogadására alkalmassá tették és a repülőgépekbe a sokkal erősebb, 22,2 kN tolóerejű J35-A-17 jelű gázturbinákat építették be. Kiderült, hogy a korábban nem vizsgált szárnyvégi póttartályok nagy gyorsulások esetén erős csavaró igénybevételt okoznak a szárnyon, ezért utólag kis háromszögletű terelőlapokkal látták el a tartályok külső oldalát. Az F-84D az USAF egységeinél 1952-ig, a Nemzeti Gárdánál pedig 1957-ig volt szolgálatban.
Az első minden tekintetben megfelelő Thunderjet az F-84E modell volt, mely 1949-től volt használatban. A gépet a J35-A-17 sugárhajtómű hajtotta, a szárnyszerkezet további erősítést kapott, a törzset a szárnytő előtt 305 mm-el, a szárny mögött 76 mm-el meghosszabbították, hogy meg lehessen növelni a pilótafülkét és helyet kapjon az A-1C irányzék az APG-30 radarral, valamint felfüggesztést a szárnyak alatt további külső üzemanyag tartályok számára. Ez utóbbi 1370 km-ről 1600 km-re növelte a hatósugarat.

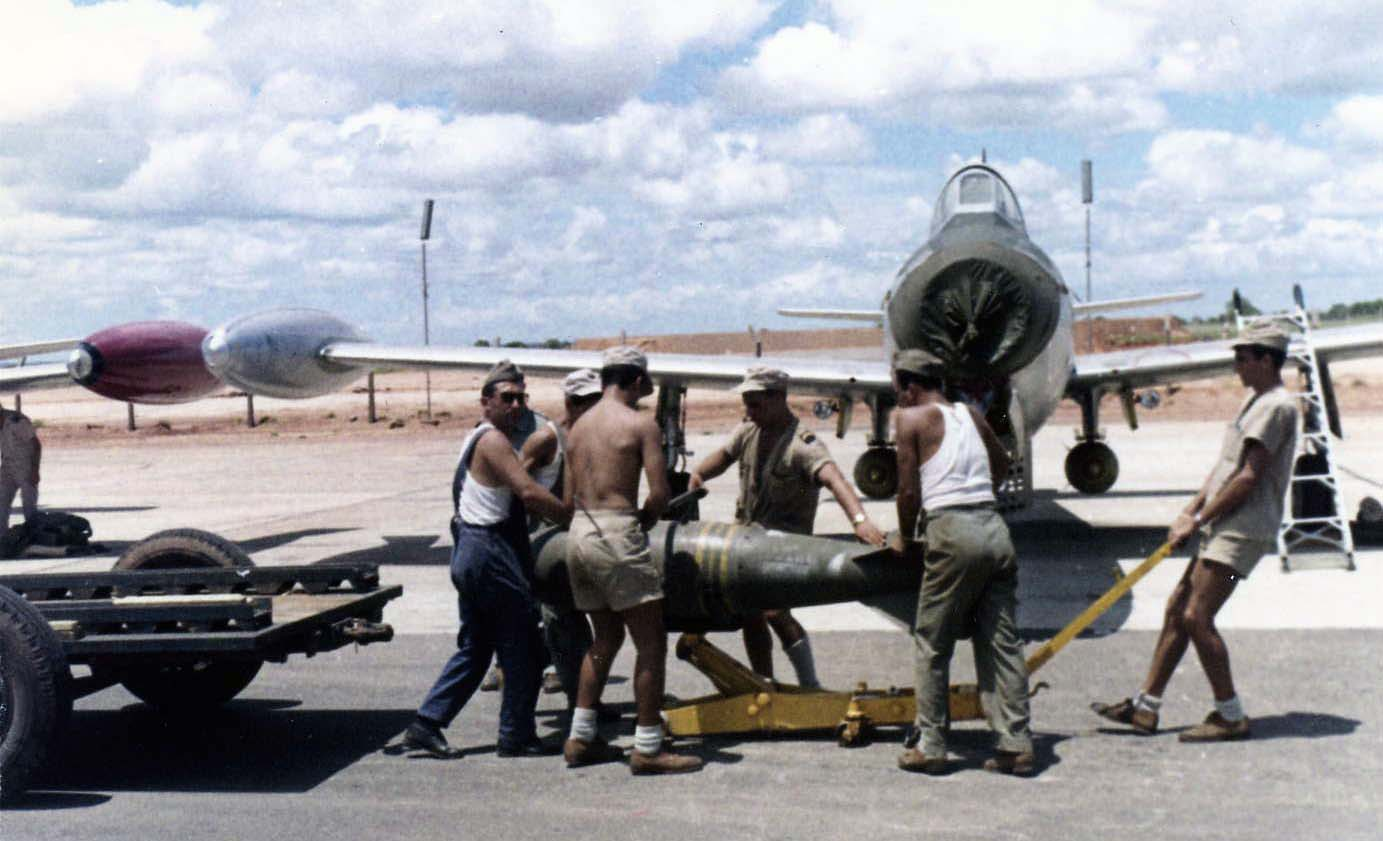
Egy portugál F-84-re bombát szerelnek a luandai légibázison az 1960-as években a portugál gyarmati háború idején

A korszerűsítések ellenére az F-84E hadrafoghatósága gyenge volt: az állománynak alig a fele volt repülőképes az egész szolgálati idő alatt. Ennek legfőbb oka az Allison motorok rossz tartalékalkatrész ellátása volt. A követelmény a géppel szemben az volt, hogy havonta 25 órát repüljön, 100 repülési óránként pedig motor felülvizsgálatot írtak elő. A tényleges repülési órák a koreai háború és a hidegháború alatt jelentősen megnőttek és ez az Allison kapacitását olyan mértékben lekötötte, hogy komolyan korlátozta az új motorok gyártását. Az F-84E vadászgépeket az USAF 1956-ban vonta ki a szolgálatból, a nemzeti gárda 1959-ben.
Az utolsó egyenes-szárnyú F-84 az F-84G volt, mely 1951-ben került a csapatokhoz. A repülőgép a bal szárnyára légi utántöltő csonkot kapott, robotpilótát, ILS leszálló rendszert, 24,7 kN tolóerejű J-35-A-29 sugárhajtóművet és felfüggesztési pontot egy Mark 7 atombombához. Az F-84G-t az 1960-as évek közepén nyugdíjazták az USAF-nál.
Az 1960-as évek elején a vadászgépet intenzíven használta a portugál légierő az afrikai portugál gyarmati háborúban.

## Műszaki adatok (F–84G Thunderjet)[2]
- Személyzet: 1 fő
- Hossz: 11,60 m
- Fesztáv: 11,10 m
- Magasság: 3,84 m
- Szárnyfelület: 24 m²
- Üres tömeg: 5200 kg
- Teljes tömeg: 8200 kg
- Legnagyobb felszálló tömeg: 10 590 kg
- Sugárhajtómű: 1 db Allison J35–A–29
- Maximális tolóerő: 24,7 kN
- Legnagyobb sebesség: 1000 km/h
- Normál utazósebesség 770 km/h
- Hatótávolság: 1600 km (belső üzemanyagtartályokkal)
- Hatótávolság 3200 km (külső tartályokkal
- Szolgálati csúcsmagasság: 12 350 m
- Emelkedőképesség: 19,1 m/s
- Szárny felületi terhelése: 342 kg/m²
- Tolóerő/súly: 0,31
- Fegyverzet:

6 x 12,7 mm-es M3 Browning géppuska egyenként 300 lőszerrel
legfeljebb 2020 kg össztömegű rakéta- és bombaterhelés, beleértve a Mark 7 harcászati atombombát is
A-1CM vagy A-4 irányzék vagy MK-18 radar

## Fordítás
- Ez a szócikk részben vagy egészben  a   Republic F-84 Thunderjet című angol Wikipédia-szócikk fordításán alapul.  Az eredeti cikk szerkesztőit annak laptörténete sorolja fel. Ez a jelzés csupán a megfogalmazás eredetét és a szerzői jogokat jelzi, nem szolgál a cikkben szereplő információk forrásmegjelöléseként.